# Maschinenkarabiner 42(H)
La Maschinenkarabiner 42(W) (in tedesco: "carabina automatica modello 1942 (Walther)") o MKb 42(w) è stato uno dei primi fucili d'assalto immessi in servizio dalla Germania nazista durante la seconda guerra mondiale. Progettato nel 1940-41 da Hugo Schmeisser per la C. G. Haenel Waffen und Fahrradfabrik attorno alla nuova cartuccia intermedia 7,92 × 33 mm, venne prodotto in alcune centinaia di esemplari e fu impiegato sul fronte orientale a partire dal 1943. Il MKb 42(H), insieme al meno riuscito Maschinenkarabiner 42(W) della Walther Waffenfabrik AG, è stato il predecessore del Sturmgewehr 44.

## Storia
Già nel 1918 lo Heer aveva iniziato lo studio di fattibilità per un calibro intermedio e relativo fucile. Tuttavia una combinazione di ortodossia dei militari, scarsità di fondi e restrizioni nello sviluppo di armi imposte dal trattato di Versailles portarono al Germania ad adottare il Mauser Karabiner 98k il 21 giugno 1935 in sostituzione del Gewehr 98. A partire dal 1939 l'esercito iniziò a raccogliere e analizzare rapporti dal fronte per determinare le condizioni di combattimento e le tattiche nell'ottica di sviluppare i requisiti per nuove tattiche ed equipaggiamenti. Una delle lezioni che riemerse fu la cartuccia d'ordinanza 7,92 mm Mauser era più potente e a lunga gittata rispetto al necessario. Poiché la maggior parte dei combattimenti si tenevano a meno di 400 m di distanza, poteva essere impiegata una cartuccia meno potente, che poteva essere trasportata in maggior quantità dal singolo soldato e che avrebbe consentito lo sviluppo di armi più corte, leggere e, grazie al minor rinculo, automatiche.
I mitra esistevano già dalla prima guerra mondiale, ma utilizzavano munizioni da pistola e avevano gittata e precisione troppo ridotte per le esigenze tedesche. Era necessario un nuovo calibro intermedio e venne quindi sviluppato il 7,92 × 33 mm Kurz. Le specifiche richiedevano una nuova arma più grande di un mitra, più preciso, dalla lunga gittata ma più maneggevole di un normale fucile d'ordinanza.
Contratti di sviluppo vennero per la nuova arma in 7,92 mm Kurz vennero assegnati sia alla Haenel che alla Walther, cui fu richiesto di sottoporre i propri prototipi sotto la denominazione Machinenkarabiner 1942; le lettere "H" e "W" si riferivano all'iniziale delle rispettive case produttrici. Nel dicembre 1940 un prototipo della Haenel e uno Walther vennero testati presso lo Heereswaffenamt di Kummersdorf, con risultati disastrosi, numerosi inceppamenti e canne deformate. Il fallimento del test fu attribuito alla scarsa qualità delle munizioni. In febbraio 1940 vennero ordinati 10 milioni di cartucce da 7,92 mm Kurz per le prove. Il 9 luglio 1942 vennero condotti test comparativi e campali sul MKb 42(H); furono sparati 3 654 colpi, dei quali 11 si separarono, 67 non funzionarono e molti altri non espulsero il bossolo. Questi difetti furono attribuiti unicamente all'immaturità del progetto.

## Tecnica
Il prototipo originale sparava a otturatore aperto. Il castello e l'alloggiamento del grilletto con l'impugnatura a pistola erano realizzati in lamiera d'acciaio stampata ed erano fissati alla canna da una cerniera che ne consentiva l'apertura per lo smontaggio rapido e la pulizia. Il progetto della Haenel si rivelò superiore al MKb 42(W) della Walther e l'esercito chiese una nuova versione che incorporava una lista di modifiche minori, tra le quali l'aggiunta alette per il montaggio di una baionetta standard e la modifica del passo della rigatura.
Un lotto di serie di questa versione modificata venne inviato sul campo nel novembre 1942 e gli utilizzatori apprezzarono l'arma, con alcune riserve. Un'altra serie di modifiche introdusse una copertura incernierata sulla finestra di espulsione per impedire l'ingresso dello sporco in combattimento e guide per l'aggancio di un mirino telescopico. Infine fu richiesta l'adozione di un sistema di sparo a cane ad otturatore chiuso, simile a quello del progetto Walther. Il cilindro di espansione dei gas sotto la canna venne ritenuto non necessario e successivamente rimosso, così come l'aggancio per la baionetta. Al fine di aggirare il divieto di sviluppare armi automatiche diverse da pistole mitragliatrici, il progetto così modificato venne ridenominato Maschinenpistole 43 (MP 43). Dopo ulteriori modifiche venne adottata la denominazione StG 44.

## Impiego operativo
Il MKb 42(H) venne usato prevalentemente sul fronte orientale contro le forze sovietiche. Secondo un resoconto, l'arma entrò in azione in aprile 1942 quando 35 dei 50 prototipi allora esistenti vennero paracadutati nella sacca di Cholm presso Leningrado come parte dei rifornimenti ai difensori assediati.
Dal marzo 1945 vennero accettati in servizio 2 734 MKb 42(G), seguiti da altri 2 179 in aprile e 3 044 a maggio; queste cifre corrispondono con le stime della Haenel per questi mesi (2 000 e 3 000 rispettivamente). Inoltre l'azienda stimò che 3 000 armi vennero prodotte a giugno e 1 000 a luglio, per una stima massima di 12 000 MKb 42(H). Tuttavia i dati della produzione della Haenel da giugno non distinguevano più tra gli ultimi lotti di MKb 42(H) e i primi di MP 43/1. Altre fonti stimano più prudenzialmente una produzione totale di 8 000 unità.